# عضلة حلقية درقية
ترتبط العضلة الحلقية الدرقية (بالإنجليزية: Cricothyroid muscle)‏ بالسطح الأمامي الجانبي للغضروف الحلقي (بالإنجليزية: cricoid cartilage)‏. وتنشأ بعض أليافها من القرن السفلي والصفيحة السفلية للغضروف الدرقي.

## تعصب العضلة
تُعصب هذه العضلة من العصب الحنجري الخارجي (بالإنجليزية: External laryngeal nerve)‏ المتفرع من العصب الحنجري العلوي (بالإنجليزية: Superior laryngeal nerve)‏ المتفرع من العصب المبهم. 

## معرض صور

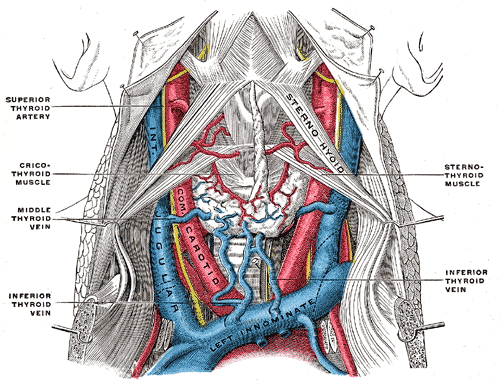
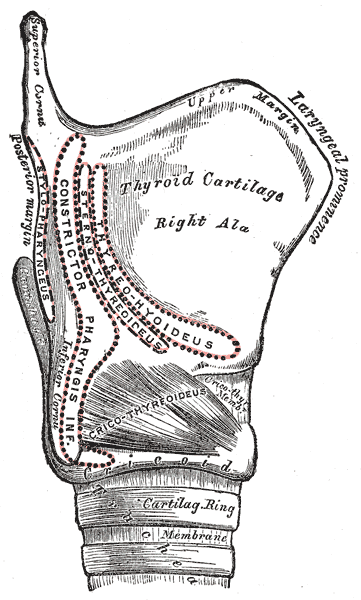
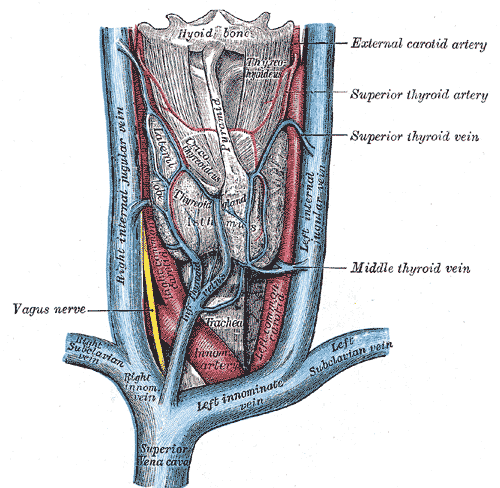